# Rogliano, Korsika
För andra betydelser, se Rogliano, Korsika (olika betydelser).
Rogliano är en kommun i departementet Haute-Corse på ön Korsika i Frankrike. Kommunen ligger i kantonen Capobianco som tillhör arrondissementet Bastia. År 2022 hade Rogliano 540 invånare.

## Befolkningsutveckling
Antalet invånare i kommunen Rogliano
Referens:INSEE